# Boszorkányperek Oroszországban
Az ortodox Oroszországban rendezett boszorkányperek más jellegűek voltak, mint a római katolikus vagy a protestáns Európában zajló perek, olyan értelemben, hogy míg a katolikus és protestáns közösségek azokat célozták meg, akik a Sátánnal paktáltak és boszorkányszombatokra jártak, addig az oroszok azokat vették célba, akik a mágiát mint olyat gyakorolták. 

## Nézetek
Oroszországban a mágusok vedun (férfi) és vedman (női) néven voltak ismertek, a boszorkányságot pedig a koldovsztvo vagy csarodejvsztvo szavak takarták. A boszorkányságot hasonlóan definiálták, mint Európa más pontjain, ez alá a fogalom alá esett többek közt az álomfejtés, a jövendőmondás, és a gyógynövények ismerete is, ám a boszorkányperek középpontjában általában a rontó, károkat okozó varázslás volt, melyet porcsának neveztek. Ez a fogalom tulajdonképpen az európai maleficium orosz megfelelője.
A hiedelem szerint voltak emberek, akik képesek voltak a természet titokzatos erejét használni és azt jó vagy rossz célokra fordítani, de nem vontak párhuzamot a boszorkányság és az ördög között. Hasonlóan a katolikus és protestáns egyházakhoz, az orosz ortodox egyház is elítélte a varázslást, és azt kiirtani kívánta, de más motiválta e cél elérésében. Szerintük a varázslás egy pogány praktika volt, melynek véget vetésével elősegítenék a kereszténység terjedését. Nem hitt a boszorkányszombatban, ahogy a Sátánnal való szerződésekben sem, csak abban, hogy vannak olyan emberek - férfiak és nők egyaránt -, akik a pogány praktikákat használva okoznak károkat.

## A boszorkányperek vége
1716-ban I. Péter még megtartotta a boszorkánysággal járó halálbüntetést. 
1731-ben Anna orosz cárnő újradefiniálta a boszorkányság fogalmát, mint a csalás egy formáját, de a halálbüntetést nem törölte el.
II. Katalin cárnő trónra lépése után világossá tette, hogy a varázslás útján elkövetett csalásokért elítélt emberekkel szemben a továbbiakban nem alkalmazható halálbüntetés. Később 1775-ben formálisan is áthelyezte a boszorkányság ügyét a szovesztnye szudy hatásköre alá, amely olyan bűncselekményekkel foglalkozott, amelyek a babonához köthetőek.